# Владимировски рид
Владимировският рид е планински рид в Северозападна България, Западния Предбалкан, области Враца и Монтана.
Владимировски рид се издига във външната структурна ивица на Западния Предбалкан и е разположен източно и южно от долината на река Огоста и североизточно от долината на десния ѝ приток река Ботуня. Има посока на простиране от северозапад на югоизток с дължина 18 – 20 км и ширина 5 – 7 км. На север, северозапад и югозапад се спуска със стръмни, на места скалисти склонове към долината на река Огоста (Владимировски пролом) и десният ѝ приток Ботуня. На изток и североизток склоновету му са полегати и плавно преминават към Дунавската равнина. На югоизток, в района на град Криводол се свързва с рида Милин камък. По северното и североизточното подножие на рида преминава условната граница между Западния Предбалкан и Западната Дунавска равнина. Най-високата точка на рида е връх Бауренска могила (280,6 м), разположен на 1,4 км северозападно от село Баурене. На север, запад и югозапад рида се отводнява от малки и къси рекички и дерета вливащи се в Огоста и Ботуня, а на изток реките и деретата са по-дълги и се вливат в река Рибине (десен приток на Огоста).
Владимировският рид е изграден от горнокредни варовици на Лютенската антиклинала. Билото е плоско, обезлесено, заето в по-голямата си част от обработваеми земи. По северния му склон на малки участъци са запазени гори от благун и цер.
В подножията на рида са разположени селата Баурене, Бели брег, Галатин, Градешница, Добруша, Охрид, Портитовци, Ракево и град Криводол.
Най-югоизточната част на рида се пресича от запад на изток от второкласен път № 13 от Държавна пътна мрежа Крапчене – Кнежа – Долни Дъбник.

## Топографска карта
- Лист от карта K-34-23. Мащаб: 1 : 100 000.